# Українське (зупинний пункт)
Українське (до 2023 року — 669 км) — пасажирський залізничний зупинний пункт Конотопської дирекції Південно-Західної залізниці Конотопського напрямку на електрифікованій лінії Бахмач-Пасажирський — Ніжин між станціями Черемушки (8 км) та Бахмач-Київський (6 км). Розташований поблизу села Курінь Ніжинського району Чернігівської області.

## Історія
Залізнична лінія, на якій розташований зупинний пункт, введена в експлуатацію 1868 року, як складова залізниці Київ — Курськ, а зупинний пункт відкритий у 2000-х роках, який отримав назву Платформа 669 км.
У 1967 році лінія Бровари — Хутір-Михайлівський, на якій розташований зупинний пункт, електрифікована змінним струмом.
У 2023 році зупинний пункт Платформа 669 км перейменований на Українське.

## Пасажирське сполучення
На зупинному пункті зупиняються приміські електропоїзди сполученням Ніжин — Конотоп